# Дјеца Козаре
Дјеца Козаре је надолазећа српска ТВ мини серија из 2025. године у режији Лордана Зафрановића.

## Опште информације
Златни рез 42: Дјеца Козаре су професионални и животни пројекат Лордана Зафрановића у коме се бави једном од највећих тема у историји човечанства – темом зла.
Сценарио је инспирисан по истинитој причи о судбини десетине хиљаде деце с подручја Козаре која су током Другог светског рата одведена у логоре смрти - једине дечије логоре у Европи, смештене у фашистичкој НДХ.
Централна нит филма је судбина троје деце, сестре Зоре и њене двојице браће који су лета 1942 године са мајком бежали од фашиста дубичком цестом.
Мајка и њена деца, гладни и жедни, су бежали заједно са стотинама изгнаника, мајка је завршила у Равензбургу, а деца су завршила у сабирном центру број 3, логору Јасеновац.

## Улоге
| Глумац                  | Улога                 |
| ----------------------- | --------------------- |
| Леон Лучев              | официр Бобинић        |
| Милица Станковић        | Зора                  |
| Вук Трнавац             |                       |
| Предраг Мики Манојловић |                       |
| Ирфан Менсур            |                       |
| Мина Совтић             |                       |
| Аница Добра             | Диана Будисављевић    |
| Милан Марић             |                       |
| Рене Биторајац          |                       |
| Вернер Ден              |                       |
| Исидора Јанковић        |                       |
| Миливој Беадер          |                       |
| Бојан Навојец           |                       |
| Павле Менсур            |                       |
| Петар Бенчина           |                       |
| Душанка Глид Стојановић |                       |
| Алексеј Бјелогрлић      | Ловро                 |
| Миодраг Драгичевић      |                       |
| Милена Васић            |                       |
| Саша Јоксимовић         |                       |
| Павлина Радовановић     |                       |
| Раде Маричић            |                       |
| Танасије Цакић          |                       |
| Андреја Никчевић        |                       |
| Ђорђе Николић           |                       |
| Никола Брун             |                       |
| Ева Рас                 |                       |
| Љубомир Николић         | војни кувар           |
| Сања Марковић           |                       |
| Катарина Радивојевић    |                       |
| Верољуб Јефтић          |                       |
| Марко Јеремић           |                       |
| Батан Богићевић         |                       |
| Немања Станковић        | Мићко                 |
| Лука Антонијевић        |                       |
| Жарко Савић             |                       |
| Младен Продан           |                       |
| Јадранка Нанић          |                       |
| Катарина Гојковић       |                       |
| Анета Томашевић         |                       |
| Ненад Ј Поповић         |                       |
| Предраг Васић           |                       |
| Дејан Карлечик          |                       |
| Горица Поповић          |                       |
| Јелена Граовац          |                       |
| Бора Ненић              |                       |
| Јана Хегедушић          |                       |
| Слободан Миловановић    |                       |
| Светислав Марковић      | Други усташки пијанац |
| Данина Могел            |                       |
| Даниел Ковачевић        |                       |
| Ферид Карајица          |                       |
| Бранислав Ћалић         |                       |
| Алекса Туцаков          |                       |
| Верољуб Јефтић          |                       |
| Џек Димић               |                       |
| Спасоје Ж Миловановић   | немачки официр        |
| Александра Плахин       |                       |